# Lajo de Busuanga
Lajo, también conocida como Lato, (Lajo Island) es una isla situada en Filipinas, adyacente a la de Busuanga, isla que forma parte del grupo de Calamianes.
Administrativamente forma parte del barrio de Santo Niño  del municipio filipino de tercera categoría de Busuanga perteneciente a la provincia  de Paragua en Mimaro, Región IV-B.

## Geografía
Isla Busuanga es la más grande del Grupo Calamian situado a medio camino entre las islas de Mindoro (San José) y de Paragua (Puerto Princesa), con el Mar de la China Meridional a poniente y el mar de Joló a levante. Al sur de la isla están las otras dos islas principales del Grupo Calamian: Culión y Corón.
Lajo  se encuentra en el Mar de la China Meridional, a poniente de Isla Busuanga. Esta isla tiene aproximadamente 3.150 metros de largo, en dirección este-oeste, y unos 1.340 metros en su línea de mayor anchura.
Separada por el Paso del Oeste de Corón (Coron West Passage) que comunica la bahía de Guro con la de Corón, dista 2.460 metros de isla Busuanga. Las islas más cercanas son las siguientes: Calmabuyán, 1.270 metros al norte; 180 metros a levante el islote de Darab; 380 metros al sureste el islote de Dibu; 1.220 metros a poniente el islote de Dilacatán; 320 metros al sur la isla de Lamud del municipio vecino de Culión.
Forman parte del barrio de Santo Niño, cuya sede se encuentra en isla de Busuangán, las siguientes islas e islotes:  Lajo, Pass, Darab, Dibu,  Santa Mónica y Manglet.